# Walentin Żelew
Walentin Dimitrow Żelew (bg. Валентин Димитров Желев; ur. 18 września 1968 w Jambole) – bułgarski zapaśnik walczący w stylu wolnym. Olimpijczyk z Barcelony 1992, gdzie zajął dziesiąte miejsce w kategorii 74 kg.
Dwukrotny uczestnik mistrzostw świata, czwarty w 1989. Zdobył trzy medale na mistrzostwach Europy, w tym srebro w 1989 i 1992 roku.
- Turniej w Barcelonie 1992

Pokonał Lodojna Enchbajara z Mongolii oraz przegrał z Selahattinem Yiğitem z Turcji i Məmmədsalamem Haciyevem z WNP.